# حزب نضال الفلبينيين الديمقراطيين
حزب نضال الفلبينيين الديمقراطيين (بالتاغالوغية: Laban ng Demokratikong Pilipino )‏ هو حزب سياسي فلبيني، أسس في 1988، يقع مقره في مانيلا.

## أعضاء بارزون
- كود سباركل
- تحديث القائمة

- إدغاردو عنجرة
- مارسيلو فرنان
- Blas Ople
- Heherson Alvarez
- فرانسيسكو تاتاد
- إيرنيستو هيريرا
- فريدي ويب
- Juan Edgardo Angara
- أورلاندو إس. ميركادو
- Agapito Aquino